# عملية تغيير الاتجاه 11
النتيجة : فشل العملية وانتصار حزب الله
تدمير 40 دبابة ومقتل 40 جندي
واصابة مايقارب 450 جندي وتدمير هيليكوبتر اسرائيلية
عملية تغيير الاتجاه 11 هي العملية الهجومية الأخيرة من قبل الجيش الإسرائيلي خلال حرب لبنان 2006 التي بدأت في 11 أغسطس 2006 وانتهت بعد ثلاثة أيام من بدء نفاذ وقف إطلاق النار. شمل ذلك ثلاثة أضعاف القوات الإسرائيلية داخل لبنان وتهدف إلى تطويق قوات حزب الله في جنوب لبنان. كانت الخطة تتقدم غربا على طول نهر الليطاني من إصبع الجليل جنبا إلى جنب مع هبوط المروحيات وراء خطوط العدو وتهدف إلى أن تكون الأكبر في تاريخ الجيش الإسرائيلي والتقدم المتزامن شمالا في القطاع الأوسط وعلى طول ساحل البحر الأبيض المتوسط. كانت الخطة هي متابعة الهجوم الذي شنته عدة أسابيع من عمليات التطهير في الأراضي المحاصرة والقضاء على البنية التحتية لحزب الله ولا سيما في مناطق إطلاق صواريخ كاتيوشا.
تم إيقاف الهجوم في منتصف الطريق بسبب الإصابات الجسيمة وتنفيذ وقف إطلاق النار التابع للأمم المتحدة. قتل ما لا يقل عن 33 ضابط وجندي إسرائيلي وأصيب أكثر من 400 آخرين بجراح كما أسقطت مروحية تابعة للقوات الجوية الإسرائيلية ودمرت عشرات الدبابات الإسرائيلية. لم يصل الجيش الإسرائيلي مطلقا إلى نهر الليطاني وفشل في إحاطة قوات حزب الله في جنوب لبنان. بدلا من ذلك قبلت الحكومة الإسرائيلية في 13 أغسطس وقف إطلاق النار وفقا لقرار مجلس الأمن التابع للأمم المتحدة رقم 1701. عندما بدأ وقف إطلاق النار في اليوم التالي وجد الجيش الإسرائيلي نفسه يسيطر على 16 جيبا أو قطاعا مختلفا في جنوب لبنان وغالبا ما تكون معزولة عن بعضها البعض وعن منطقة إسرائيل. أعرب الجيش الإسرائيلي عن رغبته في الانسحاب من هذه المواقف بأسرع ما يمكن حالما يتم التوصل إلى اتفاق لوقف إطلاق النار. ظل حزب الله يسيطر على كل من بنت جبيل وعيتا الشعب على مقربة من الحدود بينما كان جنود الجيش الإسرائيلي يعملون بشكل جيد في شمال هاتين المدينتين.

## الخطة
فقا لخطة العميد ستنقل شعبة المظليين رقم 98 التابعة للعميد إيال آيزنبرغ جوا إلى القطاع المركزي جنوب نهر الليطاني في ما كان ينظر إليه على أنه أكبر جسر جوي في تاريخ الجيش الإسرائيلي. الفرقة 91 التابعة للعميد غال هيرش اتجهت إلى الشمال وتواصل مع قوات إيسنبرغ. الفرقة 162 بقيادة العميد غاي تسور عبرت نهر سلوقي / هوجير من الشرق على طول الليطاني واتجه غربا وربط بين قوات الجيش الإسرائيلي الأخرى في جووية. باستثناء مدينة صور فإن جنوب لبنان بأكمله من جنوب نهر الليطاني سيكون محاطا بشكل فعال من قبل القوات الإسرائيلية. الفرقة 366 بقيادة العميد إريز زوكرمان استولت على الخيام والمناطق المجاورة من حيث كانت الصواريخ الموجهة نحو شمال إسرائيل.
كانت الحكومة الإسرائيلية مصممة في البداية على مواصلة القتال على الرغم من دعوة مجلس الأمن إلى وقف إطلاق النار بحلول الساعة الثامنة صباحا من يوم 14 أغسطس. طلبت قيادة الجيش الإسرائيلي شهرا كاملا على الأقل من القتال لإنجاز المهمة وأسبوع واحد للاستيلاء على الأراضي جنوب الليطاني وما بين أسبوعين وأربعة أسابيع لعمليات التطهير وأسبوع آخر للخروج. عندما تم إطلاق العملية في نهاية المطاف كان الجيش الإسرائيلي قبل 60 ساعة فقط من بدء وقف إطلاق النار.
قال رئيس هيئة الأركان الإسرائيلية دان هالوتز أن الجيش سوف يقاتل حتى يتم تنفيذ وقف إطلاق النار. ادعى مسؤولون في الحكومة الإسرائيلية أن عمليات الجيش الإسرائيلي لن تتوقف «حتى يتم التوصل إلى أهداف الجيش على الرغم من صدور قرار مجلس الأمن التابع للأمم المتحدة رقم 1701».

## المعارك في الشمال
لم يكن القتال في الشمال رسميا جزءا من عملية تغيير الاتجاه 11 بل كانت خطوات تحضيرية لتنفيذها. في ليلة 8 أغسطس تقدمت وحدات تابعة للواء الاحتياطي الفرقة 366 (عمود النار) بقيادة العميد إيريز زوكرمان شمالا ووصلت إلى بلدة مرجعيون المسيحية على بعد 9 كيلومترات من الحدود. لم تواجه القوات الإسرائيلية في البداية أي مقاومة ولم تكن هناك اشتباكات داخل البلدة. يبدو أن الحزب اليساري العلماني (ربما الحزب السوري القومي الاجتماعي) الذي كان متماشيا مع حزب الله عرض في نهاية المطاف بعض المقاومة. اندلع القتال خارج مرجعيون وبلدة الخيام الشيعية القريبة. أصيبت قافلة إمدادات بالصواريخ. أفادت وسائل الإعلام الإسرائيلية أن قوات الجيش الإسرائيلي بدأت في 8 أغسطس وتعمل في الخيام حيث تم إطلاق عدد كبير من الصواريخ على الجليل الشمالي.
في اليوم التالي وافق مجلس الوزراء الإسرائيلي أخيرا على التقدم نحو الليطاني.
في 10 أغسطس أصيبت دبابة إسرائيلية تابعة للشعبة 366 بالقرب من بلدة القلعة المسيحية التي تواجه بلدة الخيام الشيعية على الجانب الآخر من الوادي. استهدفت صواريخ حزب الله عمود من الدبابات التي جاءت لإنقاذها. أصيبت عدة دبابات بجروح وأصيب سبعة جنود أربعة منهم خطيرة.
شاركت الكتيبة بأكملها في مهمة الإنقاذ وعادت بعدها الكتيبة فورا إلى الأراضي الإسرائيلية متجاهلة الأوامر بمواصلة التقدم نحو مرجعيون. يبدو أن دبابة قائد الكتيبة تركتهم في البلدة لدعمه فقط. بالتالي أعفى قائد اللواء من قيادته بعد الحرب. أصبحت الوحدة معروفة بعد الحرب بأنها «اللواء الذي هرب».
أمر قائد آخر من الكتيبة نفسها إلى لبنان بالمساعدة في إجلاء الوحدات المحاصرة. أعرب عن تحفظاته حول التقدم في وضح النهار وطلب أن يعفى من قيادته.
كتب أحد أفراد طاقم الدبابات فيما بعد عن تجربته. كانت وحدة الدبابة تهاجم الخيام ليلا ودارت حولها وأطلقت النار على البلدة عندما انهارت إحدى الدبابات. كان يجب سحبها من قبل دبابة ثانية إلى إسرائيل على بعد حوالي 7 كيلومترات. لم تتمكن الدبابات من التحرك سوى خمسة كيلومترات في الساعة وفشلت في الوصول إلى الأراضي الإسرائيلية قبل الفجر. أصابت الدبابات صواريخ كورنت التي أصابت الدبابات في نفس المكان بالضبط وتم اختراق شبكي المحرك وكلاهما. قتل أحد أفراد الطاقم. بدأت الدبابات تحترق وتم التخلي عنها. اختبأ طاقم الدبابة في خندق قبل أن يتم إجلائهم بعد أكثر من ساعة.
أفاد أنطوني شديد أن مقاتلي حزب الله زعموا أنهم أصابوا عشرات الدبابات الإسرائيلية خارج الخيام.
لا يبدو أن عمود تشكيل النار قد استأنف العمل الهجومي طوال فترة الحرب ولم يكمل أبدا المهام المسندة إليه. وصف أوري بار يوسف المواجهة التي استمرت يومين بأنها «واحدة من أكثر العمليات المهينة في تاريخ الجيش الإسرائيلي». بعد أشهر قليلة من الحرب قال العميد إيريز زوكرمان لرئيس أركان الجيش الإسرائيلي «لقد فشلت وأنا أستقيل».

### حزب شاي مرجعيون
لم تقاوم حامية مرجعيون من قوى الأمن الداخلي اللبنانية احتلال الجيش الإسرائيلي. دعا الجنرال عدنان داوود الجنود الإسرائيليين لتناول الشاي والسماح لهم بالتفتيش على القاعدة. رافق الجنود الإسرائيليون فريق تلفزيوني إسرائيلي. تم بث صور حزب شاي مرجعيون على شاشة التلفزيون الإسرائيلي وقريبا على قناة المنار التلفزيونية التابعة لحزب الله. أدت الفضيحة إلى وضع الجنرال داود قيد الإقامة الجبرية.
بعد ساعة من رحيل الجنود الإسرائيليين توجهت أربع دبابات إسرائيلية إلى بوابة الثكنة وانفجرت البوابة. استسلم 350 جنديا لبنانيا دون قتال ونزع سلاحهم وأخذوا أسرى. أطلق سراح الجنود اللبنانيين فيما بعد وسمحوا لهم بإجلاء المدينة. انضمت قافلة الإخلاء إلى مئات السيارات مع المدنيين خاصة المسيحيين الراغبين في مغادرة منطقة المعركة. على الرغم من تنسيق قافلة الإجلاء مع الجيش الإسرائيلي عن طريق قوة الأمم المتحدة المؤقتة في لبنان فقد استهدفت الغارة الجوية ما لا يقل عن سبعة أشخاص.
كان نشر الجيش اللبناني في كل جنوب لبنان أحد عدة أهداف طموحة وضعها رئيس الوزراء الإسرائيلي إيهود أولمرت في خطابه في الكنيست في 17 يوليو 2006. كان أيضا أحد الأركان الأساسية للقرار الذي يجري وضعه في صيغته النهائية في الوقت نفسه في مجلس الأمن التابع للأمم المتحدة. في 17 أغسطس عاد الجيش اللبناني إلى ثكنات مرجعيون كجزء من ترتيبات وقف إطلاق النار.

## قطاعي الوسطى والغربية
بدأت شعبة المظليين القيام بمهام تحضيرية في ليلة 8-9 أغسطس. احتلت قوات الجيش الإسرائيلي قرية ديبيل المسيحية الواقعة إلى الشمال من عيتا الشعب (التي كانت محاطة ولكن لا تزال غير مشغولة) في القطاع المركزي. خرجت وحدة هندسية في أحد المباني الواقعة في ضواحي القرية إلا أن كشافات حزب الله رصدتها وأصيبت بصاروخين أطلقتهما عيتا الشعب. قتل تسعة جنود وجرح 31 آخرين. لم يطلق أي منهم رصاصة واحدة.
أمرت الشعبة بالتوجه شمالا إلى قرية رشاف الشيعية واحتلالها وفتح طريق إمدادات إلى المنطقة. احتلت القرية في نهاية المطاف ولكن لم يتم تأمين طريق الإمداد. عندما دخل وقف إطلاق النار حيز النفاذ تقدمت الفرقة نحو ميل نحو الشمال.
أمر العميد غال هيرش في القسم 91 بالانتقال غربا من مواقعه شمال بنت جبيل باتجاه ساحل البحر الأبيض المتوسط. «أثبت العمل فوضى» و«العملية أقل بكثير من علامة» بنهاية الحرب.
وفقا لقسم لجنة فينوغراد 91 تم تكليفها بمهمة احتلال معاقل حزب الله المتبقية بالقرب من الحدود مثل بنت جبيل وعيتا الشعب. لا يقدم التقرير أي تفاصيل لكنه يشير إلى أن كلا المدينتين بقيتا في أيدي حزب الله.
قاتل اللواء الإسكندروني في القطاع الغربي. اتخذ اللواء أخيرا موقعا على طول الطريق الساحلي بالقرب من المنصوري بعد عملية استغرقت ثمانية أيام بدلا من 36 ساعة. عانى الجنود بشدة من نقص الغذاء والماء وانهار العشرات من الجفاف واضطروهم إلى إخلاءهم. قرر قائد اللواء ماج ناتي باراك عدم إرسال جنوده بعد اختباء مقاتلي حزب الله في القرية المجاورة. قال باراك: «أرحم حياة جندي». تمكنت قوات الجيش الإسرائيلي من التقدم نحو ميل واحد إلى الشمال من المنصوري بحلول الوقت الذي انتهت فيه الحرب في 14 أغسطس.

### هبوط باماريامين
تم في مساء الجمعة نقل لواء المظليين تحت قيادة العقيد هاجاي موردخاي جوا إلى سهل باماريامين خارج قريتي ياطر وكفرة. لسبب ما حدث الهبوط كثيرا إلى الجنوب مما كان مقررا في الأصل. بحسب هاريل وإيساكاروف كان الهدف المباشر هو احتلال قرية جبل عامل وربما كان هناك تفسير خاطئ يشير إلى بلدة ياطر في منطقة جبل عميل. وصفت ياطر بأنها «مقر التقسيم الإقليمي الثاني لوحدة نصر [حزب الله]». كانت البعثة تقلل بشكل كبير من إطلاق الصواريخ من المنطقة.
كان التفاؤل يزدهر في قيادة الجيش الإسرائيلي. وفقا لتقديرات المخابرات كان حزب الله ينسحب. خلال الليل دعا وزير الدفاع عمير بيرتز رئيس الوزراء إيهود أولمرت. قال بيرتز: «استمع إلى حزب الله في مأزق». «صدقوني لم تكن هناك رحلة من هذا القبيل في التاريخ فإن كل شيء يسير بشكل عظيم وإذا استمر مثل هذا فسيكون رائعا».
عندما أقلعت أول مروحية من طراز سي إتش-53 سي ستاليون بعد تفريغ جنودها أصيبت بصاروخ وإندلعت النيران وقتل طاقمها الخمسة على الفور. من المحتمل أن تكون الطائرة قد أسقطت بصاروخ من طراز ستريلا-2 يدعى بالأشعة تحت الحمراء. قتل خمسة من أفراد الطاقم الإسرائيلي منهم اثنان من كبار الضباط والرقيب كيرين تندلر وهي الجندية الوحيدة من قوات الدفاع الإسرائيلية التي تموت في الحرب.
كان من المفترض أن يكون هبوط باماريامين أكبر عملية هيليبورن في تاريخ الجيش الإسرائيلي. بعد إسقاط الطائرة كان من الواضح أن منطقة الهبوط قد تعرضت للخطر وأن حزب الله قد أعد كمائن في المنطقة. قرر المقر إلغاء المزيد من عمليات الإنزال. أمر قائد المظليين العقيد هاجاي موردخاي بعدم المضي قدما في الهدف ولكن لإجهاض المهمة والإخفاء في منطقة الهبوط حتى حلول الليل المقبل. هبط أكثر من 200 من المظليين بأمان واعتبر موردخاي أن ذلك يكفي لتنفيذ الأوامر الأصلية. بدلا من ذلك فقدت 24 ساعة ثمينة. في الليلة التالية تم إحباط المهمة مرة أخرى وهذه المرة على ما يبدو من خلال أوامر مباشرة من رئيس الوزراء. قال موردخاي لمراسل إسرائيلي: «لم أكن أعتقد أنني في هذا العصر أجد نفسي مختبئا في الأدغال» لم تعط أبدا المظليين الفرصة للقيام بمهامهم. كان وقف إطلاق النار ساري المفعول في الساعة الثامنة صباح اليوم التالي. استخدم المظليون بدلا من ذلك ظلام الليل وبدأوا بالانسحاب سيرا على الأقدام إلى الأراضي الإسرائيلية.

## معارك الغندورية ووادي سالوكي

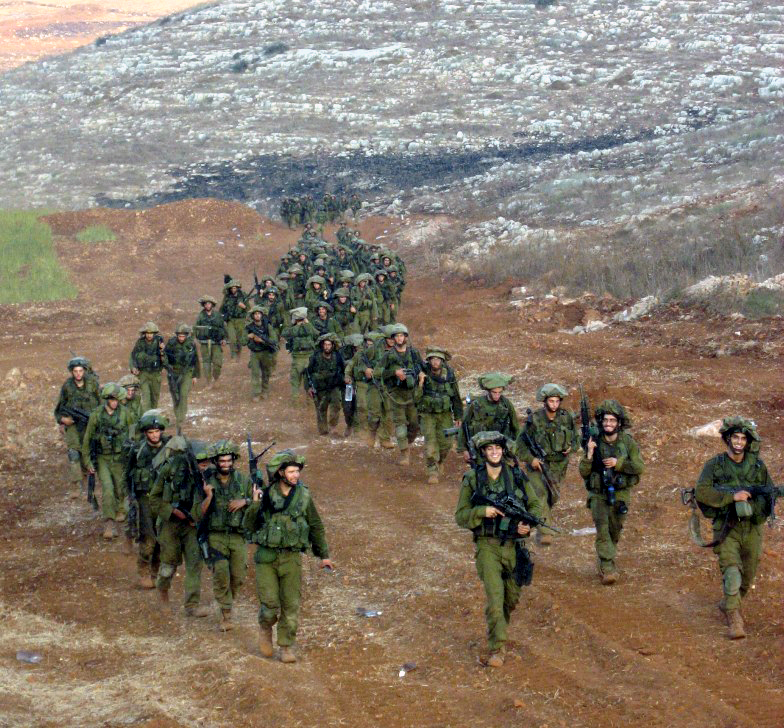
جنود إسرائيليون من لواء ناحال ينسحبون من لبنان.

ما أصبح يعرف في إسرائيل باسم معركة وادي سالوكي يسمى معركة وادي الحجير في لبنان. وادي السلوقي ينشأ في منطقة بنت جبيل ويمتد شمالا عدة كيلومترات إلى الغرب من الحدود الإسرائيلية اللبنانية حتى يتحول غربا بالقرب من بلدة الطيبة. ينطلق وادي الحجير من وادي السلوقي إلى الشمال بين قريتي الغندورية / فرون وقصر / القنطرة قبل أن يصل إلى نهر الليطاني بالقرب من جسر أكيا. كانت المنطقة الطريق الواضح لأي محاولة إسرائيلية لقطع جنوب لبنان في نهر الليطاني. مرت الغزوات الإسرائيلية في عامي 1978 و1982 عبر هذه المنطقة.
منذ الأيام الأولى من الحرب قصفت إسرائيل قرية الغندورية المسيحية الصغيرة الواقعة بالقرب من معبر الوادي مما أجبر السكان على إخلاء منازلهم. لم تهاجم إسرائيل عادة القرى المسيحية بدون سبب وجيه وكان من الواضح أن حزب الله كان يعتزم أن يمر بهذا الطريق. عزز العديد من عمليات التوغل الإسرائيلية في المنطقة هذا الانطباع. السؤال الوحيد هو ما إذا كان سيتخذ شكل مروحية تهبط خلف خطوط حزب الله أو تقدم مدرعة من الحدود. هكذا عزز حزب الله قواته في المنطقة. اتخذت مواقع في القرى التي تم إخلاؤها وبدأت في إعداد الكمائن.
كان الجنرال تزور قد أرسل الكتيبة الهندسية للواء مرتين من أجل تأمين موطئ قدم على الضفة الغربية للوادي بالقرب من قرية الغندورية استعدادا لعملية الاجتياح السريع نحو مدينة صور. في كلتا الحالتين تم استدعاء القوات الإسرائيلية لأسباب غير واضحة. في كلتا الحالتين تعرضت القوات الإسرائيلية لهجوم بالصواريخ المضادة للدبابات ولكن لسبب ما لم تصل هذه التقارير أبدا إلى رؤسائها. يدعي حزب الله أنه صد الهجمات الإسرائيلية.
بدأت المعركة برفع مروحية كبيرة من المشاة من لواء ناحال على مقربة من قريتي الغندورية وفورون غرب الوادي. كان من المفترض أن يقوم المشاة بتمهيد الطريق للدبابات المتقدمة ولكن فشلوا بطريقة أو بأخرى في مهمتهم.
دمر عمود من 24 دبابة ميركافا من اللواء 401 غربا من منطقة الطيبة وعندما دخلت الوادي هاجم من جميع الأطراف بما في ذلك من الخلف بالقرب من عديسة التي كان يعتقد أنها كانت تحت سيطرة الجيش الإسرائيلي لأيام عدة. كان حزب الله قد أعد كمينا من مواقع خفية على قمم التلال. تعرضت الدبابات لهجوم بالصواريخ ربما من نوع 9إم133 كورنت. أصيبت إحدى عشر دبابة وأصيب عدد منهم بالنيران. ثماني ناقلات من بينهم اثنان من قادة الوحدات وأربعة من رجال مشاة ناحل توفيوا في معركة سلوقي الأولى. استخدم مقاتلو حزب الله الألغام المضادة للأفراد ونيران الأسلحة الصغيرة وقذائف الهاون لقمع لواء ناهال ومنعهم من تقديم دعم مشاة فعال لقوات الدروع. علق تيمور غوكسل المتحدث الرسمي السابق باسم قوة الأمم المتحدة المؤقتة في لبنان في وقت لاحق قائلا: «أي شخص غبي بما فيه الكفاية لدفع عمود الدبابات من خلال وادي سالوكي لا ينبغي أن يكون قائد لواء مدرع ولكن كوك».
لم تتمكن الدائرة من فتح الطريق عبر الوادي. في الصباح الباكر في 13 أغسطس أفادت كتيبة أخرى من الدبابات أنها عبرت الوادي بنجاح ولكن تم إلغاء الاجتياح الغربي. لم تتخذ أية إجراءات هجومية أخرى على هذه الجبهة. قتل أربعة جنود مشاة تابعين لقوات الدفاع الإسرائيلية قبل ساعات فقط من وقف إطلاق النار على الضفة الشرقية لوادي الحجير. قتلوا بصاروخ مضاد للدبابات أطلقوا عليهم أثناء تشغيلهم في قرية قنطرة.
وفقا لالجيش الإسرائيلي قتل نحو 80 مقاتلا من حزب الله في معركة وادي سالوكي. ادعى الجيش الإسرائيلي أنه فقد 12 جنديا. يبدو أن هذا التقدير قد استند إلى تقديرات لأضرار المعركة من العدد الكبير من الذخائر العنقودية التي استخدمها الجيش الإسرائيلي في الأيام الأخيرة من الحرب. علق الكابتن دانيال هيلمر من الجيش الأمريكي قائلا: «كما هو الحال في معظم الحرب ثبت أن موت حزب الله كان بعيد المنال كمقاتليه الأحياء». زعمت مصادر لبنانية أن تسعة من مقاتلي حزب الله قتلوا خلال معارك الغندورية ووادي سالوكي. وفقا لنسخة حزب الله قتل سبعة من مقاتلي حزب الله وقائدهم راني عدنان بزي أثناء قتالهم في معركة قريبة مع قوات الجيش الإسرائيلي في الغندورية. أصيب ثلاثة آخرون بجراح. أطلق الجنود الإسرائيليون سراح أحد المقاتلين الجرحى. استيقظ في مستشفى بوريا في طبريا وأفرج عنه في نهاية المطاف في تبادل الأسرى في عام 2008. ادعى حزب الله أنه فقد مقاتلا واحدا فقط في وادي سالوكي وعرفه علي صالح وهو قائد. أصيب صالح بجروح بالغة جراء غارة إسرائيلية بدون طيار وتوفي متأثرا بجروحه في مستشفى بعد عشرين يوما. وفقا لنسخة حزب الله الرسمية للأحداث قاتل صالح بمفرده في وادي سالوكي بين مواقع صواريخ كورنت وأطلق النار على الدبابات الإسرائيلية قبل أن يضرب أخيرا. ادعى حزب الله أن كل الدبابات الإسرائيلية التي دمرت في وادي سالوكي دمرها صالح.
لم تتحقق عملية المسح نحو الغرب باتجاه الساحل. يبدو أن غاي زور قائد الفرقة 162 «دهش» وقال للصحافة أن حزب الله هو «أفضل مجموعة تقوم بحرب عصابات في العالم».

## فيما بعد
عملية تغيير الاتجاه 11 «كان من المفترض أن تكون عملية واسعة النطاق من شأنها أن تغير الواقع بشكل أساسي في جنوب لبنان وصورة العملية بالمعنى العسكري». بعد الخسائر الكبيرة في معارك السلوقي / هجير وهبوط باماريان سهل عملية تغيير الاتجاه 11 «تلاشت من تلقاء نفسها» أوهام القيادة الإسرائيلية «انفجرت» وكان قلقها الوحيد كيفية إنهاء الحرب في أسرع وقت ممكن. وفقا للتحقيق الذي أجراه الكنيست «لم تنجح إسرائيل في هزيمة العدو الذي يتألف من بضعة آلاف فقط». لذلك وافقت الحكومة الإسرائيلية في 13 أغسطس على وقف إطلاق النار وفقا لقرار مجلس الأمن 1701.
على الرغم من وقف إطلاق النار الذي بدأ نفاذه في صباح يوم 14 أغسطس إلا أن الجيش الإسرائيلي أوقف معظم الأعمال الهجومية التي وقعت بالفعل في ليلة 12 أغسطس أو في الصباح الباكر من 13 أغسطس. وفقا لعملية هاريل وإيساكاروف تغيير الاتجاه 11 كان «الفشل الكبير» الذي «فشل في تحقيق أهدافه». لم تصل معظم الشعب حتى إلى القطاعات التي خصصت لها. لم يتم تخفيض نار كاتيوشا. في اليوم الأخير من الحرب أطلق أكثر من 250 صاروخا على إسرائيل. في اليوم نفسه قام التلفزيون الإسرائيلي بتصوير كاتيوشا من قرية قريبة من المطلة على بعد أقل من كيلومتر واحد من الحدود.
زودت إسرائيل الأمم المتحدة بخريطة للجيوب والقطاعات 16 التي احتلها الجيش الإسرائيلي في جنوب لبنان وأعربت عن رغبتها في سحب قواتها من جميع القطاعات بأسرع وقت ممكن. يصبح «يجلس البط لأفعال حرب العصابات». غير أنه لم تحدث مثل هذه الأعمال. في بعض الاشتباكات الطفيفة زعم أن الجيش الإسرائيلي قتل ستة من مقاتلي حزب الله ولكن لم تقع انتهاكات واسعة النطاق لوقف إطلاق النار الذي توسطت فيه الأمم المتحدة. كما لم ترد القوات الإسرائيلية على الصواريخ التي أطلقها حزب الله في ليلة 15 أغسطس حيث لم يعبر أي منهم إلى شمال إسرائيل. في وقت وقف إطلاق النار تركت أكثر من 20 دبابة إسرائيلية مدمرة ومركبات مدرعة تقطعت بهم السبل داخل الأراضي اللبنانية وكان الجيش الإسرائيلي يعمل جاهدا على إعادتهم إلى إسرائيل. نظرا لصعوبات إزالتها كان الجيش يفكر في قصفها من الجو «حتى لا يسمح لإرهابيي حزب الله بتوجيه أعلامهم بعد الحرب». بعد التوقيع على وقف إطلاق النار بدأت إسرائيل بالانسحاب ومن ثم سلمتهم إلى الجيش اللبناني وقوة الأمم المتحدة المؤقتة في لبنان. أكملت إسرائيل الانسحاب في مطلع أكتوبر.
في الأيام الثلاثة الأخيرة من الحرب قتل 34 جنديا إسرائيليا وجرح 447 في حين قتل مدني واحد وجرح 157 مدنيا. لم يتحقق الهدف الرئيسي للعملية وهو الحد من الهجمات الصاروخية على الشمال الإسرائيلي. وفقا لإحصاءات إسرائيلية تم إطلاق أكثر من 400 صاروخ في الأيام الثلاثة الأخيرة من الحرب.
عقد الجنرال تزور مؤتمرا صحفيا أشاد فيه بإنجازات الجيش الإسرائيلي في معبر السلوقي. تساءل بعض الصحفيين الحاليين عما تم كسبه في المعركة بالضبط. «دعونا نلقي نظرة على ذلك مباشرة بعد عبور عقبة مع خسائر كبيرة أمرت بالتوقف والآن هناك وقف إطلاق النار والجيش الإسرائيلي سوف ينسحب من المواقع الأمامية التي استولى عليها فما الجحيم هل قتل الجنود»؟ رفض تسور الإجابة على السؤال وأحاله إلى رؤسائه.
طبقا لصحيفة هآرتس فإن مسؤول أمريكي مجهول الهوية قال عن عملية تغيير الاتجاه 11 أثر بشكل كبير على نص قرار مجلس الأمن 1701 لصالح إسرائيل. في وقت لاحق علمت هآرتس أن الحكومة الإسرائيلية تلقت النسخة النهائية من القرار قبل بدء العملية النهائية. تظهر وثيقة الوزارة اختلافات طفيفة فقط في مشاريع القرارات التي استخدمها أولمرت في الإذن بغارة أرضية. نفى سفير الولايات المتحدة في الأمم المتحدة جون بولتون أن تتأثر مفاوضات مجلس الأمن بالأحداث على الأرض. الواقع أن تنفيذ العملية تأجل لمدة يومين تحسبا للمفاوضات في مجلس الأمن. بدأ أخيرا في مساء يوم 11 أغسطس قبل ساعات فقط من موافقة مجلس الأمن على القرار الداعي إلى وقف إطلاق النار.
دعا القرار 1701 إلى «نزع سلاح جميع الجماعات المسلحة» في لبنان وفقا لاتفاق الطائف وقراري مجلس الأمن 1559 (2004) و1680 (2006). قبل حزب الله وقف إطلاق النار لكنه لم يقبل بنزع سلاحه حتى يغادر آخر جندي من الاحتلال الإسرائيلي الأراضي اللبنانية. شمل ذلك حزب الله مزارع شبعا التي احتلتها إسرائيل في حرب 1967 وهذا الموقف حظي بدعم الحكومة اللبنانية.
لتجنب الصراعات المستقبلية مع قوة الأمم المتحدة المؤقتة في لبنان تم التوصل إلى اتفاق وسط بين حزب الله والحكومة اللبنانية بأن أسلحة حزب الله الجنوبية على الليطاني يجب أن تبقى مخفية. نفى وزير الدفاع اللبناني إلياس المر أن يقوم الجيش اللبناني بنزع سلاح حزب الله. «الجيش لن يذهب إلى الجنوب لتجريد حزب الله من الأسلحة والقيام بعمل لم تفعله إسرائيل».
غير أن رئيس الوزراء إيهود أولمرت ذكر أنه إذا لم ينزع حزب الله سلاحه فإن إسرائيل ستواصل ما وصفه بأنه «معركة طويلة وشاقة ومعقدة».
طبقا لمسح أجري بعد وقف إطلاق النار فإن 3 في المائة فقط من الإسرائيليين يعتقدون أن البلاد حققت معظم أو جميع أهدافها قبل الحرب بينما أعتقد 58 في المائة أن إسرائيل حققت أهدافا قليلة في الحرب. قال 6 في المائة فقط من المستطلعين أنهم يعتقدون أن قرار مجلس الأمن جيد مقابل 66 في المائة يعتقدون أنه ليس جيدا. قال 38 في المئة منهم أن الصفقة ليست جيدة ولكن إسرائيل ليس لديها خيار سوى قبولها.
رفض رئيس الأركان السابق موشيه يعلون العملية بأنها «خطوة تدور»: «لم يكن هناك هدف أمني - سياسي جوهري إلا هدف تدور كان الغرض منه هو تقديم صورة النصر المفقودة ولا تفعل ذلك. أنت لا ترسل جنودا للقيام بمهمة عديمة الجدوى بعد أن تم تحديد النتيجة السياسية وأرى أن هذا هو الفساد».
يرى رون طيرة أن «حقيقة أن عدة مئات من مقاتلي حزب الله واجهوا ما يصل إلى أربع انقسامات إسرائيلية والقوات الجوية الإسرائيلية وانتهت الحرب واقفا بعد إلحاق أضرار جسيمة بقوات الجيش الإسرائيلي قد تؤدي أيضا إلى نتائج غير مباشرة تكون في أفضل الأحوال إشكالية».
بعد انتهاء الحرب بدأ حزب الله ببناء خط دفاعي جديد شمال نهر الليطاني.

## قتلى قوات الدفاع الإسرائيلية
10 أغسطس 2006
- المساعد الأول ألون ساموها، 35 عاما، من هود هشارون

11 أغسطس 2006
- المساعد الأول أهارون يهيزكيل، 32 عاما، من كفر يديديا

12 أغسطس 2006
- النقيب شاي برنشتاين، 24 عاما، من بئر السبع
- المساعد الأول تساهي كريبس، 20 عاما، من كيبوتس حجابيل
- المساعد الأول إيتاي شتاينبرغر، 21 عاما، من كارمي يوسف
- الرقيب يوسف أبيتبول، 19 عاما، من غان نير
- الرقيب يوناتان أنكونينا، 21 عاما، من نتانيا
- الرقيب يانيف تامرسون، 21 عاما، من تسيبوري
- العريف يار بن جيات، 19 سنة، من ناحشوليم
- العريف تومير عمار، 19 عاما، من جوليس
- المساعد الأول أمسا (أمي) ميشولامي، 20 عاما، أوفرا
- الرقيب يوهان زيربيب، 22 عاما، من تل أبيب
- النقيب بنيا رين، 27 عاما، من كارني شمرون
- المساعد الأول آدم غورين، 21 عاما، من كيبوتس معاباروت
- الرقيب ألكسندر بونيموفيتش، 19 عاما، من نتانيا
- المساعد الأول أوز زيما، 20 عاما، من مكابيم ريوت
- الرقيب هاران ليف، 20 عاما، من كيبوتس معيان باروخ
- الرقيب دان بريور، 19 عاما، من بيت هليل
- العريف ييغال نيسان، 19 عاما، من معاليه أدوميم
- المساعد الأول إيدو غرابوفسكي، 20 عاما، من روش هائين
- المساعد الأول أوري غروسمان، 20 عاما، من ميفاسيريت زيون
- الرائد سامي بن نعيم (طيار مروحية)، 39 عاما، من رحوفوت
- الرائد الاحتياطي نيسان شاليف (طيار مروحية)، 36 عاما من كيبوتس إفرون
- النقيب دانيال غوميز (طاقم مروحية)، 25 عاما، من نيهاليم
- المساعد رون ماشيا (طاقم مروحية)، 33، من جيديرا
- المساعد الأول كيرين تندلر (طاقم طائرات الهليكوبتر)، 26 عاما، من رحوفوت

13 أغسطس 2006
- الملازم (إليس بن يهودا) (لواء كارملي)، 24 عاما، من كفار تافور
- المساعد الأول الاحتياطي غاي هاسون (لواء كارملي)، 24 عاما، من موشاف نعامة
- المساعد الأول الاحتياطي يانيف شينبروم (لواء كارملي)، 24 عاما، من أمي آمي
- المساعد الأول الاحتياطي إيلاد شلومو رام (لواء كارملي)، 31 عاما من حيفا
- الملازم الاحتياطي تزور زرحي (الفيلق المدرع)، 27 عاما، من موشاف نهلال
- المساعد الأول الاحتياطي ديفيد عمار، 24 عاما، من كريات شمونة
- المساعد الأول الاحتياطي أميتاي يارون، 44 عاما، من زخرون يعقوب
- المساعد الأول بيتر أوكوتسكي، 23 عاما، من اللد
- المساعد الأول إفغيني تيموفيف، 20 عاما، من ريشون ليزيون

## قتلى حزب الله في الغندورية ووادي الحجير
- علي خليل الحسين
- راني عدنان بزي (قائد)
- عماد حسن قدح
- مصطفى كمال راكين
- فادي أحمد عباس
- شادي أحمد عباس
- علي حسن هامو
- حسن عبد الأمير مرعي
- علي محمود صالح (قائد)

## سجناء من حزب الله
- خضر زيدان

## الروابط الخارجية
- الأمن والدفاع: قصة "تغيير الاتجاه 11' (جيروزاليم بوست)